# 밸리 포지
밸리 포지(Valley Forge)는 미국 독립 전쟁 중인 1777년에서 1778년 사이에 대륙군이 동계에 주둔한 곳으로 필라델피아에서 북서쪽으로 약 20마일 떨어진 펜실베이니아에 위치하고 있다. 그때까지 대륙회의의 개최 장소이자, 실질적인 수도의 역할을 했던 필라델피아가 영국군에 점령당하고, 그 겨울 조지 워싱턴 장군은 가장 어려운 상황에 놓여 있었지만, 군대 재교육을 활성화시키는 시기가 되기도 하였다. 1778년 프랑스가 미국과 동맹을 맺고 참전한 해지만, 이후 몇 년 동안 미국 독립 전쟁은 지리한 소모전 양상을 보였다. 굶주림과 질병 그리고 동상으로 1778년 2월말경에는 거의 2,500명의 미합중국 군인들이 사망했다.

## 역사

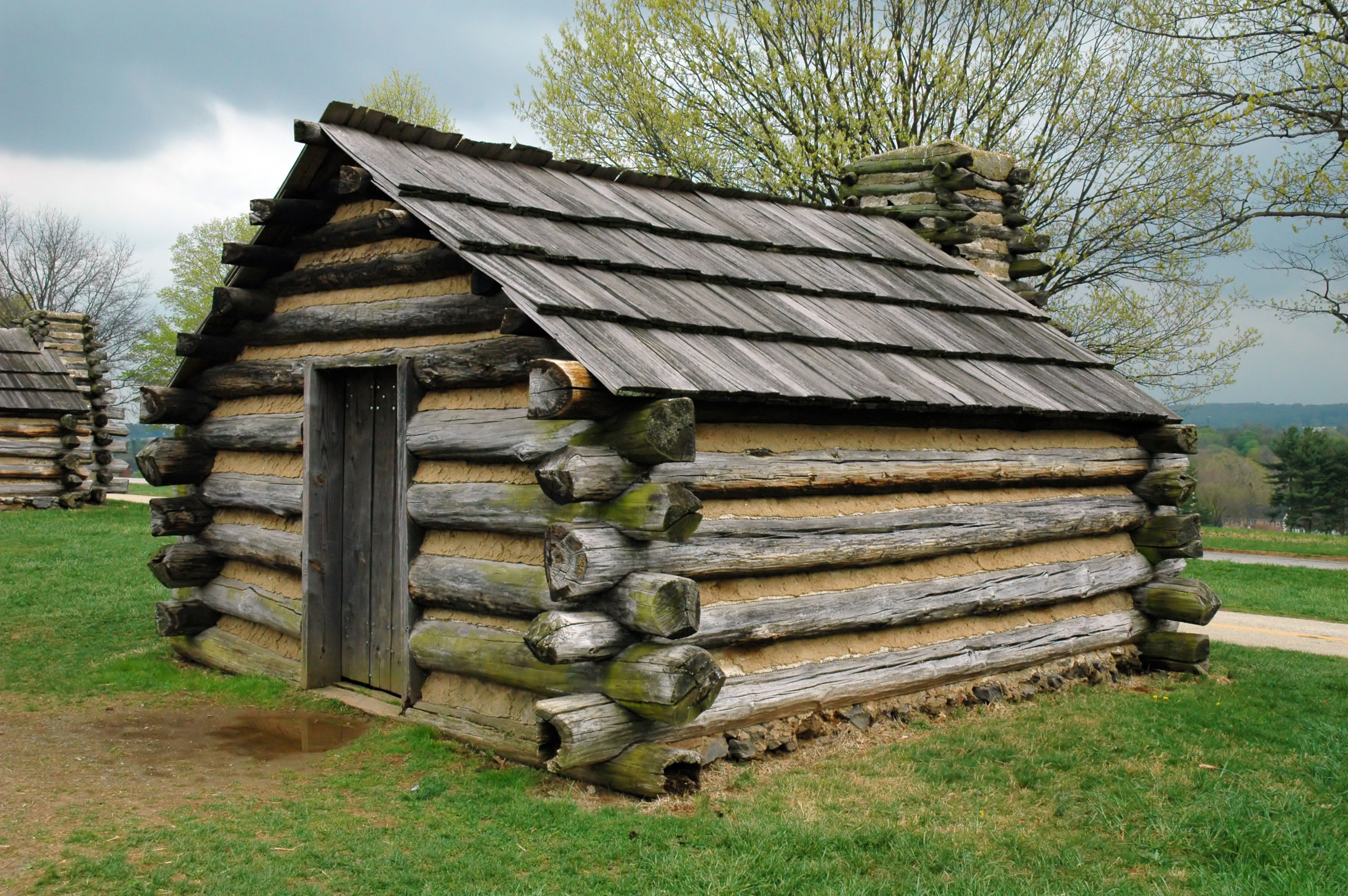
병사들이 살았던 통나무집의 복제품

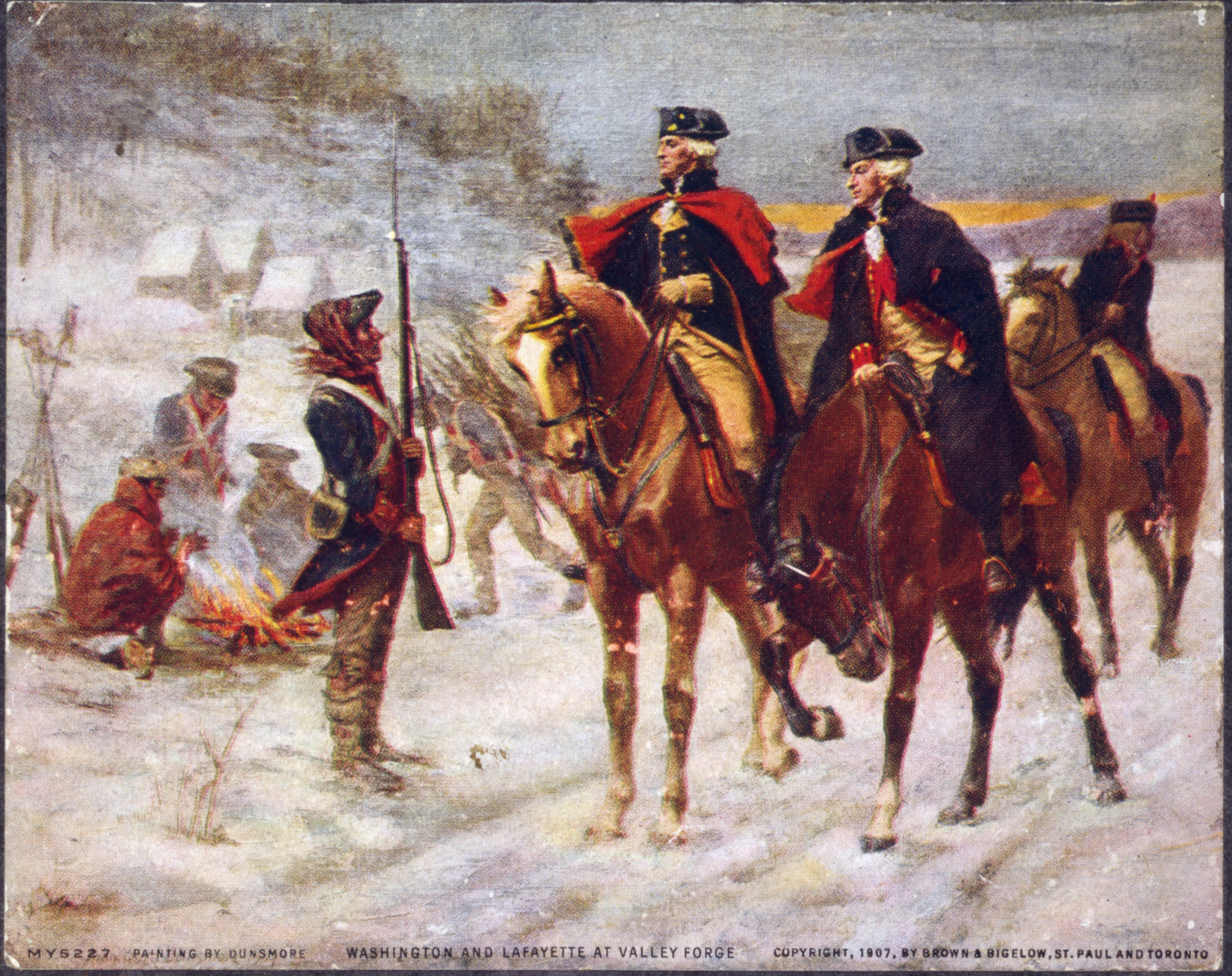
밸리 포지의 워싱턴

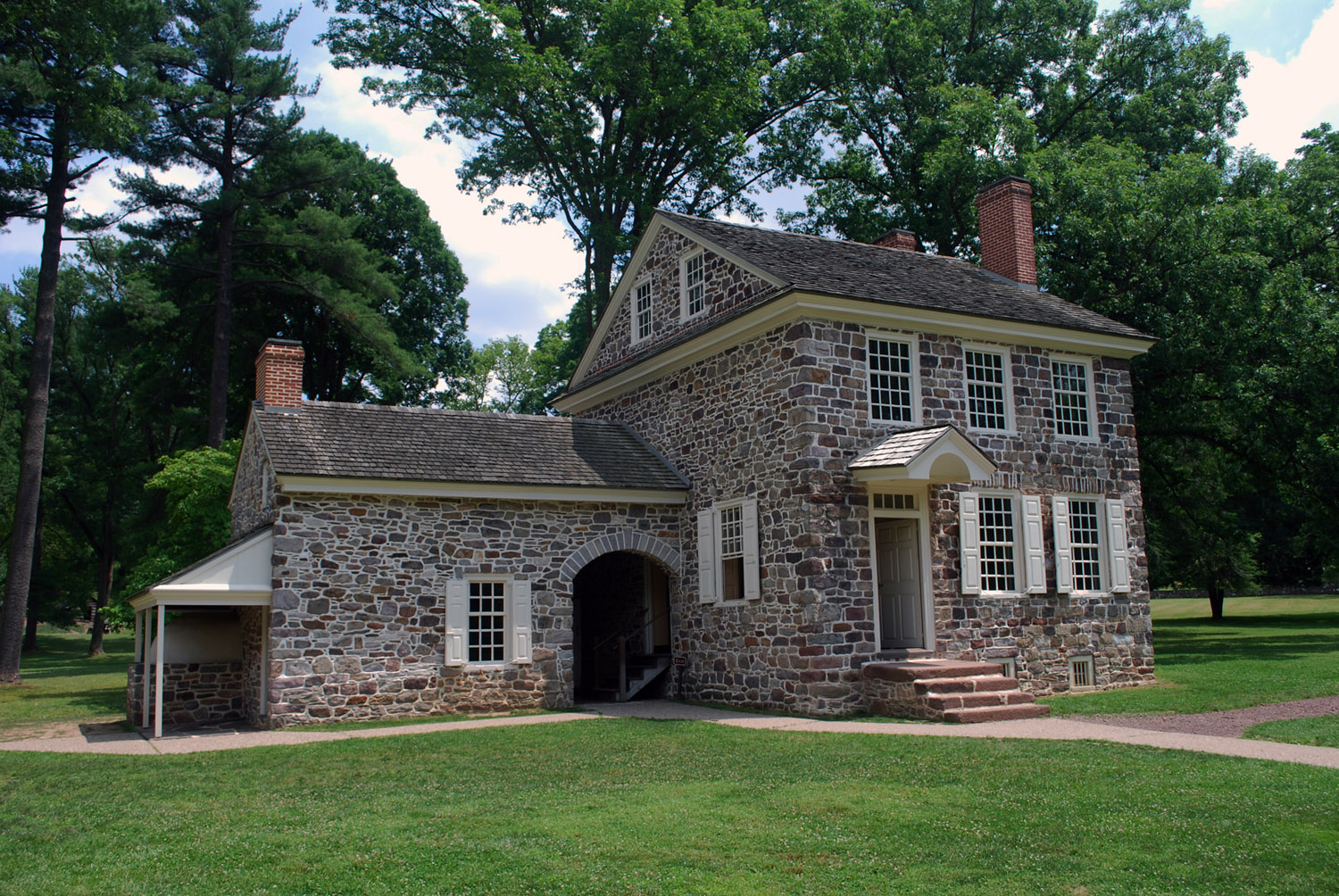
워싱턴의 밸리 포지 본부

영국군은 1777년 9월에 필라델피아를 점령했지만 10월에 새러토가 전투에서 존 버고인 장군이 항복했기 때문에 새로운 전략의 전개가 어려워지고 있었다. 겨울로 접어들면서 대륙군도 적극적으로 나서 전략 실현을 할 수 없었기 때문에 12월 초 화이트 마쉬 전투 이후에 워싱턴은 병력을 화이트 마쉬에서 물리고 안전한 주둔지를 찾아야 했다.
여러 곳이 제안되었지만, 그는 필라델피아에서 40 km 북서쪽에 있는 밸리 포지를 선택했다. 밸리 크릭의 아이언 포지의 이름을 딴 그곳은 탁월한 선택지임을 알 수 있었다. 그곳은 영국군으로부터 적당히 가깝기 때문에, 영국군이 펜실베이니아 내부를 공격하고, 약탈하는 것을 견제할 수 있었고, 또한 영국군의 기습 공격을 저지하기엔 충분한 거리가 되었다. 조이 산과 미저리 산의 고지대에 위치한 고지는 북쪽의 스컬리 강과 연계되어 있어, 방어에 유리한 지형이었다. 1777년 12월 19일 보급이 원활하지 못하고, 오랜 행군으로 지쳐서, 밸리 포지에 접어들었을 때, 매서운 겨울 바람이 불기 시작했다. 그들 병력 중 세 명 중 한 명 정도만이 신발을 신고 있었고, 대다수가 긴 행군으로 발에 피멍이 들어 있었다. 여단이 주둔할 곳이 선택되었으며, 방어선이 구축되었다. 1천개 이상의 오두막을 짓는 것이 주거지는 제공해주었지만, 군을 괴롭혔던 보급품 문제는 해결해 주지 못했다.
병사들은 6주간 꼼짝도 하지 않았고, 3일이 지나서야 제대로 된 오두막집 하나가 지어졌다. 또 다른 막사용 오두막은 80개의 통나무를 먼 곳에서 운반해와서 1주일에 걸쳐서 도끼로만 지었다. 이러한 오두막들은 추위를 충분히 감싸주었지만, 1777년~1778년의 펜실베이니아의 전형적인 겨울 날씨처럼 축축하고 습했다. 얼음과 눈이 얼었다, 녹았다를 반복하면서, 건조함을 유지하기 어려웠고, 성처가 악화되게 만들었다. 병사들은 충분한 고기와 빵을 공급받지 못했으며, 일부는 그나마 밀가루에 물반죽을 해서 구운 맛없는 불케잌을 먹어야 했다. 그러나 제빵사 크리스토퍼 루드윅 장군의 재주로 자주 신선한 빵을 공급받지는 못했지만, 하루에 1파운드는 공급받을 수 있었다. 종종 환경이 너무 열악해서 워싱턴마저도 한탄을 했다. “큰 변화가 일어나지 않으면, 이 군대는 어쩔 수 없이 그들이 할 수 있는 최선의 방식으로 생존하기 위해 굶거나, 해산하거나, 흩어져야 한다.”동물들도 마찬가지였다. 워싱턴 군 포병 대장 헨리 녹스 장군은 수백 마리의 말이 아사하거나 피곤에 쩔었다고 남겼다. 워싱턴은 나대니엘 그린을 보급관으로 임명했다. 그린은 식량과 의류가 있는 창고를 발견하고는 그것들을 가져왔다. 의복도 사정이 나쁘기는 매한가지였다. 이전 전투에서 다친 많은 부상병들이 옷을 입지 못해서 죽어갔다. 오랜 행군은 신발을 헤지게 했다. 담요는 모자랐고, 너덜너덜해진 의복은 교체되지 못했다. 한 때, 이러한 보급품의 부족이 4,000명에게 돌아가지 못했다.
영양 부족과 누추한 의류, 숙소는 혼잡하고, 습기가 많았기 때문에, 병사들은 질병과 전염병에 시달렸다. 발진티푸스, 장티푸스, 이질, 게다가 폐렴이 만연했고, 겨울에만 약 2,000명이 발병했다. 워싱턴은 계속 구제를 요청했지만, 대륙회의는 아무것도 하지 못했고, 병사들은 고통에 신음했다. 징병된 병사의 친족의 여성들이 군이 가장 필요로 하고 있었던 세탁이나 간호 등의 봉사 활동을 하면서 그 고통이 완화되었다.
군대를 유지하는데 있어서 보급만큼이나 중요했던 것은, 전투의 실효성이나 사기, 훈련도를 올리는 것이었다. 이전 부대의 훈련은 뿔뿔이 흩어진 지침서에 의해 이루어지고 있으며, 실제 전투 장면에서는 병사 간 연계가 원활하지 못해서 곤란을 겪었다. 이러한 단점을 극복하기 위해 효과적인 훈련 계획을 실행에 옮기는 임무가 슈토이벤 남작에 주어졌다. 프로이센에서 실전 경험을 쌓은 능숙한 훈련 교관인 슈토이벤은 막 유럽에서 도착했지만, 쉬지 않고 병사들을 단련시켰다. 슈토이벤의 강력한 방법으로 매일 격렬한 훈련이 실시되었고, 병사들에게 새로운 자신감을 심어 완수 능력을 주었다. 이내 영국군이 필라델피아에서 떠났다는 소식에 대륙군의 모든 군인들이 열광했다. 1778년 6월 19일, 밸리 포지에 들어선 지 6개월만에 대륙군은 뉴욕으로 향한 영국군을 쫓아 밸리 포지를 나왔다. 시련의 시기는 끝이 났다. 전쟁이 이후에도 5년간 계속되었지만, 워싱턴과 그의 부대 및 태어나고 있는 나라는 무기에 의해서가 아니라, 의지의 힘으로 승리를 얻을 수 있었다.

## 슈토이벤 남작

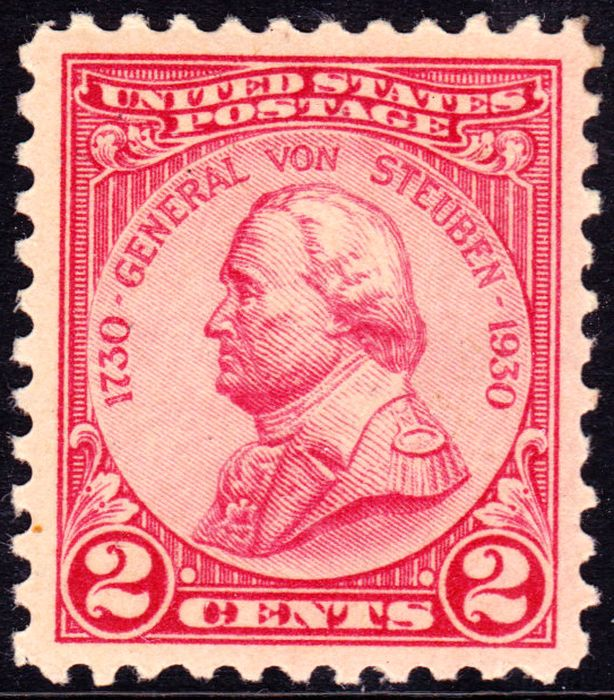
슈토이벤 장군 기념 우표, 1930년 발행

워싱턴은 슈토이벤 남작의 도움으로 대륙군을 제대로 된 군대로 만들 수 있었다. 동맹국인 프랑스군과 함께 새로운 전쟁 국면이 시작된 것이다. 슈토이벤 남작은 일찍이 프로이센 왕 프리드리히 2세의 참모 본부의 일원이었다. 프로이센 육군을 떠나 일이 없자, 자신의 군대 경험을 패이트리어트를 위해 살리려고 지원해왔다. 프랑스를 거쳐 1778년 2월 23일에 밸리 포지에 도착했을 때, 벤저민 프랭클린의 소개장을 들고 있었다. 워싱턴은 이 프로이센 군인에게 큰 기대를 갖고 즉시 감찰관으로 임명했으며, 효과적인 훈련 계획을  실행에 옮기는 임무를 맡겼다.
처음에는 많은 어려움이 있었다. 대륙군은 표준화된 훈련 지침서가 없었던 데다 슈토이벤은 거의 영어를 구사하지 못했다. 슈토이벤은 좌절하지 않고 초안을 프랑스어로 썼다. 그의 부관이 늦게까지 깨어 영어로 번역했다. 번역된 지침서는 사본을 만들어 각 연대나 중대에 배포되었고, 다음 날에는 훈련에 사용되었다.
슈토이벤은 병사들을 직접 움직이게 함으로써, 대륙군 장교들의 전통을 깨고 충격을 주었다. 어떤 장교는 슈토이벤에 대해 다음과 같이 썼다. “그의 명령에 특유의 품위가 있어서, 일단 병사들을 귀신처럼 복종시켰다.” 새벽부터 저녁까지 슈토이벤의 친근한 목소리가 캠프 안에 들렸고, 행진하는 병사의 소리와 명령하는 함성이 있었다. 곧, 중대, 연대 또한 사단까지 제대로 횡대에서 종대로, 종대에서 횡대로 움직이며 정확하게 머스켓을 조작하였고, 총검으로 훈련된 공격으로 상상의 목표인 ‘레드 코트’(영국 군복)를 전장에서 배제할 수 있게 되었다.
1778년 5월 6일, 대륙군이 프랑스와 동맹과 참전을 축하하며, 열병식을 실시했을 때, 슈트이벤은 그 날 열병을 잘 이끌어 표창을 받았다. 그 날 당당한 행진은 통일된 미합중국군에게 최고의 볼거리였다. 대포로부터 축포가 발사되었다. 계속된 행사에서 수천의 머스켓을 가진 2열로 줄을 선 보병이 차례차례로 연속 사격을 실시하면서, 축포를 쐈다. 근처 일대에서 환성이 메아리쳤다. 동맹의 날에 군대가 보여준 잘 훈련된 제식과 절도의 훌륭함은 영국군을 물리치기 위해서 규율있는 유능한 전투 집단으로의 탈바꿈을 했음을 보여주고 있었다. 워싱턴은은 슈트이벤의 도움으로 대륙군을 진정한 군대로 완성시켰다. 동맹군인 프랑스군과 함께 새로운 전쟁의 국면으로 접어들 수 있게 되었다.

## 밸리 포지 공원
이 주둔지 터는 1893년에 펜실베이니아 주립 공원이 되었고, 미국 건국 200년에 해당하는 1976년 7월 4일에는 밸리 포지 국립역사공원으로 되었다. 현재 공원에는 복원된 건물, 기념물 및 방문객에 간단한 소개 영상과 전시물을 보여주는 회관이 있다.

## 같이 보기
- 체스터군 (펜실베이니아주)
- USS 밸리포지